# Zwartkuifbuulbuul
De zwartkuifbuulbuul (Rubigula flaviventris) is een zangvogel uit de familie van de buulbuuls. 

## Verspreiding en leefgebied
Deze soort komt voor van India tot Zuidoost-Azië en telt acht ondersoorten:
- R. f. flaviventris: van Nepal, noordelijk en oostelijk India tot zuidelijk China en centraal Myanmar.
- R. f. vantynei: van oostelijk en zuidelijk Myanmar tot zuidelijk China en noordelijk Indochina.
- R. f. xanthops: zuidoostelijk Myanmar en westelijk Thailand.
- R. f. auratus: noordoostelijk Thailand en westelijk Laos.
- R. f. johnsoni: centraal en zuidoostelijk Thailand en zuidelijk Indochina.
- R. f. elbeli: de eilanden nabij zuidoostelijk Thailand.
- R. f. negatus: zuidelijk Myanmar en zuidwestelijk Thailand.
- R. f. caecilii: noordelijk Malakka.

## Status
De grootte van de populatie is niet gekwantificeerd maar de soort wordt omschreven als algemeen. Op de Rode lijst van de IUCN heeft deze soort de status niet bedreigd.